# Baccaurea maingayi
Baccaurea maingayi är en emblikaväxtart som beskrevs av Joseph Dalton Hooker. Baccaurea maingayi ingår i släktet Baccaurea och familjen emblikaväxter. Inga underarter finns listade i Catalogue of Life.